# 圣伊里耶拉蒙塔涅
圣伊里耶拉蒙塔涅（法語：Saint-Yrieix-la-Montagne，法語發音：[sɛ̃.t‿iʁjɛ la mɔ̃taɲ]）是法国克勒兹省的一个市镇，属于欧比松区。

## 地理
圣伊里耶拉蒙塔涅（45°53'0"N, 2°1'18"E）面积24.04 平方千米，位于法国新阿基坦大区克勒兹省，该省份为法国中部省份，位于法國中央高原西北部，北起安德尔省和谢尔省，西接维埃纳省，南至科雷兹省，东临多姆山省，东北与阿列省接壤。
与圣伊里耶拉蒙塔涅接壤的市镇（或旧市镇、城区）包括：勒蒙泰伊欧维孔特、拉努阿耶、瓦西维耶尔湖畔鲁瓦耶尔、圣马克阿卢博、瓦利耶尔。

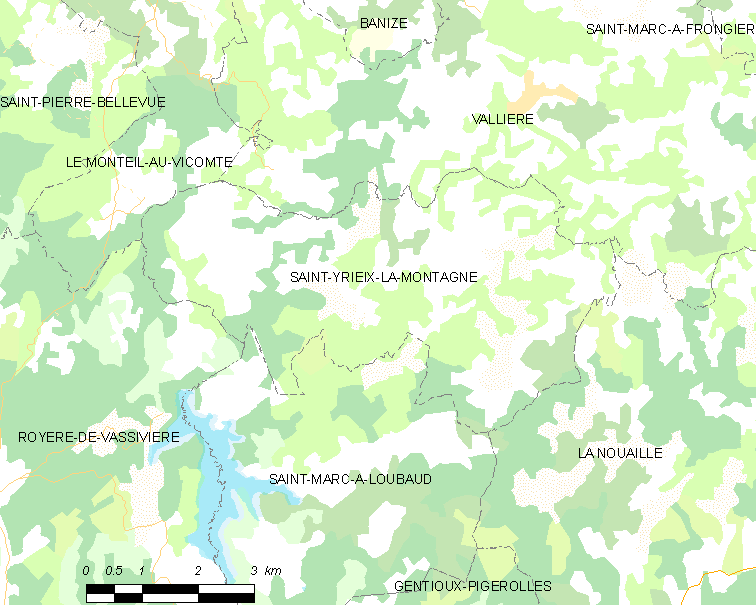
圣伊里耶拉蒙塔涅的OSM定位图

圣伊里耶拉蒙塔涅的时区为UTC+01:00、UTC+02:00（夏令时）。

## 行政
圣伊里耶拉蒙塔涅的邮政编码为23460，INSEE市镇编码为23249。

## 政治
圣伊里耶拉蒙塔涅所属的省级选区为费勒坦县。

## 人口

1962-2008年间圣伊里耶拉蒙塔涅人口变化图示

圣伊里耶拉蒙塔涅于2022年1月1日时的人口数量为221人。